# Symfonie nr. 5 (Balada)
Leonardo Balada voltooide zijn Symfonie nr. 5 American in 2003. Het is in wezen zijn eerste genummerde symfonie, zijn vorige symfonieën zijn vooral bekend geworden door hun bijnamen zoals Sinfonía en Negro (nr. 1). Balada reist voor de thematiek van zijn werken veel tussen zijn twee thuishavens Spanje en de Verenigde Staten. Dat is volgens de componist ook met dit werk het geval en dan met name in deel 1. De eerste uitvoering van het werk was weggelegd voor het Pittsburgh Symphony Orchestra. Op 31 oktober 2003 leidde dirigent Hans Graf het concert in de Heinz Hall. Het werk werd geschreven in opdracht van dat orkest, waarvan de muzikaal leider toen Mariss Jansons was, de Heinz Endowment Creative Heights Artist Residency Program en de Carnegie Mellon University (alwaar Balada doceerde). Het orkest van die universiteit mocht de voorbereiding doen, want Balada schreef voor het eerst sinds jaren weer elektronica voor in een werk van hem en dat moest uitvoering getest worden.
De symfonie heeft een driedelige structuur, de delen duren ongeveer even lang:
- 9/11: In memoriam; dit deel is Balada’s chaotische en abstracte terugblik op de Aanslagen op 11 september 2001; de aanslagen deden hem denken aan de aanslagen die gepleegd werden tijdens zijn jeugd in Barcelona toen de Spaanse Burgeroorlog in volle gang was; in het deel zijn veelal de kerkklokken te horen ter nagedachtenis aan (weer) een dode;
- Reflection; dit deel voert terug op de negrospirituals waarmee Balada kennismaakte tijdens zijn verblijf in de VS; hij gebruikte die eerder als basis voor bijvoorbeeld zijn Celloconcert nr. 2 en Ebony fantasies;
- Square dance; dit deel voert terug op de Amerikaanse linedance.

Het hedendaagse werk werd op de avond van de première omlijst met veel behoudender werken, waarbij Sarah Chang optrad als soliste:
- Ludwig van Beethoven: Romance nr. 2 voor viool en orkest
- Antonín Dvořák: Romance in f mineur voor viool en orkest
- Felix Mendelssohn Bartholdy: Symfonie nr. 3.

Balada schreef zijn werk voor groot symfonieorkest:
- 3 dwarsfluiten, 3 hobo’s, 3 klarinetten, 3 fagotten
- 4 hoorns, 3 trompetten, 3 trombones, 1 tuba
- percussie, piano, harp
- violen, altviolen, celli, contrabassen